# Gary Cherone
Gary Francis Caine Cherone (Malden, 26 luglio 1961) è un cantante statunitense noto principalmente per la sua militanza negli Extreme.

## Biografia
Cherone si avvicina alla musica in età adolescenziale influenzato da frontman quali Roger Daltrey degli Who, Steven Tyler degli Aerosmith e Freddie Mercury dei Queen. Nel 1979 insieme al batterista Paul Geary fonda la band Adrenalin, che cambia nome in The Dream nel 1981. Pochi anni dopo il gruppo apparve nella trasmissione di MTV Basement Tapes, uno show in cui la gente a casa votava via telefono alcuni video musicali amatoriali consegnati da artisti sconosciuti. La band di Cherone trionfò con il video Mutha, Don't Wanna Go to School Today (brano poi inserito nel primo album degli Extreme) battendo Henry Lee Summer.
Nel 1985, Cherone e Geary incontrano il chitarrista Nuno Bettencourt e il bassista Pat Badger, con cui danno vita agli Extreme, nato dalla storpiatura del vecchio nome della precedente band in cui militavano, da The Dream a Ex-Dream a Extreme. La band si costruisce forte fama locale e firma per la A&M Records, con la quale pubblica il primo album Extreme nel 1989. Il grosso successo internazionale arriva con il successivo Pornograffitti, un'incredibile miscela di hard rock, funk e pop spinto dalla straordinaria chitarra di Nuno Bettencourt. Il contenuto dei testi dell'album, composti in gran parte da Cherone, sono basati sulla storia di un ragazzo immaginario di nome "Francis" e le sue osservazioni di una società decadente, corrotta e misogina.
La carriera di Cherone raggiunge il proprio apice quando canta Hammer to Fall insieme ai tre restanti membri dei Queen durante il Freddie Mercury Tribute Concert al Wembley Stadium di Londra, il 20 aprile 1992. Nello stesso pomeriggio si era inoltre esibito con gli Extreme suonando un medley acustico delle canzoni Love of My Life e More Than Words, conquistando parecchi fan dei Queen e ricevendo gli elogi diretti di Brian May. Gli Extreme pubblicarono altri due album, III Sides to Every Story e Waiting for the Punchline, prima di sciogliersi nel 1996.
Successivamente Cherone entrò a far parte dei Van Halen con i quali incise un solo album, Van Halen III, che non ebbe però molto successo forse a causa del temperamento del vocalist, troppo differente dal resto della band. Per questo motivo, oltre che per motivi di salute di Eddie van Halen, dovuti alla cocaina e ad un tumore alla lingua, il gruppo si disfece di Gary abbandonando il progetto di un nuovo disco.
Nel 2001 fondò una nuova band chiamata Tribe of Judah di cui faceva parte anche il bassista Pat Badger. Nel 2007 prende invece parte alla reunion degli Extreme, con cui l'anno successivo dà alle stampe il nuovo album Saudades de Rock per l'etichetta italiana Frontiers Records. Contemporaneamente Gary lavora a un progetto parallelo chiamato Hurtsmile insieme al fratello chitarrista Mark Cherone.

## Discografia

### Con gli Extreme

#### Album in studio
- 1989 - Extreme
- 1990 - Extreme II: Pornograffitti
- 1992 - III Sides to Every Story
- 1995 - Waiting for the Punchline
- 2008 - Saudades de Rock
- 2023 - Six

#### Live
- Take Us Alive (2010)
- Pornograffitti Live 25 (2016)

#### Raccolte
- The Best of Extreme - An Accidental Collication of Atoms? (2000)
- 20th Century Masters - The Millennium Collection: The Best of Extreme (2002)

### Altri album
- Van Halen - Van Halen III (1998)
- Tribe of Judah - Exit Elvis (2002)
- Hurtsmile - Hurtsmile (2011)
- Hurtsmile - Retrogrenade (2014)

### Partecipazioni
- Dweezil Zappa - Confessions (1991)
- Danger Danger - Screw It! (1991)
- Superzero - Attack of the Air Monkeys (1999)
- Sammy Hagar - Live: Hallelujah (2003)
- Paul Mangone - Fly By Wire (2004)